# دوئن دا روچا
دوئن دا روچا (به انگلیسی: Duane Da Rocha) (زادهٔ ۷ ژانویهٔ ۱۹۸۸ میلادی اهل برزیل است.